# Augusto Rollandin
Augusto Rollandin (ur. 13 czerwca 1949 w Brusson, zm. 22 grudnia 2024 w Aoście) – włoski polityk i samorządowiec, w latach 1984–1990 i 2008–2017 prezydent Doliny Aosty.

## Życiorys
Z wykształcenia lekarz weterynarii, od 1975 związany z samorządem. Do 1978 był burmistrzem rodzinnej miejscowości. Od tegoż roku wybierany na radnego rady regionalnej Doliny Aosty. Od 2001 do 2006 zasiadał w Senacie XIV kadencji.
Zaangażował się w działalność polityczną w ramach Unii Waldotańskiej, od 1998 do 2001 stał na czele tego ugrupowania. Od 1978 do 1984 pełnił obowiązki asesora w rządzie regionalnym, odpowiadając najpierw za sprawy zdrowia, a od 1983 za rolnictwo i leśnictwo. Drugim z tych resortów zarządzał również przez kilka miesięcy w 1992. W latach 1984–1990 po raz pierwszy pełnił funkcję prezydenta Doliny Aosty. Powrócił na to stanowisko w 2008, zajmując je do 2017.
Odznaczony m.in. Krzyżem Kawalerskim (1992) i Oficerskim (2012) Legii Honorowej.